# 布雷瑟尼茨河
53°39′09″N 11°59′37″E / 53.65258°N 11.99373°E

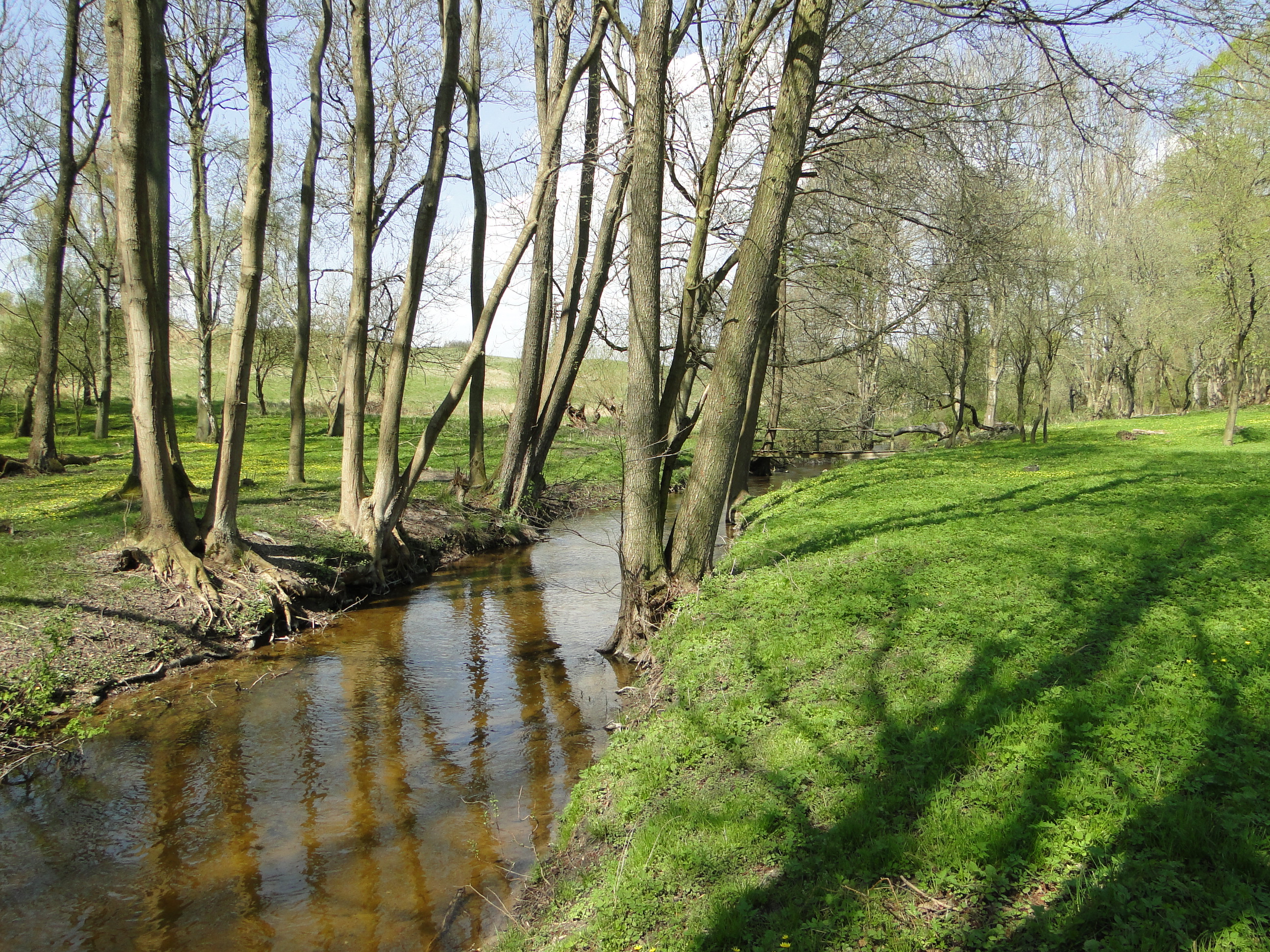
布雷瑟尼茨河

布雷瑟尼茨河（德語：Bresenitz），是德國的河流，位於該國東北部，由梅克倫堡-前波美拉尼亞州負責管轄，屬於米爾德尼茨河的右支流，河道全長21公里，河口處在博爾科附近。